# Copa de Campeones de Europa 1956-57
La Copa de Campeones de Europa 1956-57 fue la 2.ª edición de la Copa de Clubes Campeones Europeos de fútbol, conocida como Copa de Europa, organizada por la Unión de Asociaciones Europeas de Fútbol (UEFA). En ella participaron un total de veintidós equipos, representantes de 21 federaciones nacionales diferentes.
Disputada entre los meses de octubre de 1956 y mayo de 1957, contó con dos resaltables diferencias respecto a la primera edición: la Federación Española fue la única asociación representada por dos clubes, el Atlético de Bilbao como campeón del Campeonato de Liga, y el Real Madrid Club de Fútbol como vigente campeón de la competición; mientras que se cumplió finalmente el requisito de que los contendientes debían ser los campeones de sus respectivos campeonatos nacionales tras los problemas de participación el año anterior.
Ganó la competición por segunda vez consecutiva el Real Madrid, que derrotó en la final a la Fiorentina en el Estadio Santiago Bernabéu de Madrid, sede designada por ser el recinto del defensor del título. Se anotaron un total de 106 goles en 29 partidos, un promedio de 3,65 tantos por encuentro.
Quince de los dieciséis equipos participantes en su fase final (sin contar la ronda previa) fueron debutantes; solamente repitió participación el citado Real Madrid, como vigente campeón. Contando la ronda previa, el Anderlecht y el Århus fueron, junto al equipo español, los únicos tres en repetir presencia entre los veintidós contendientes. La Fiorentina fue el primer equipo debutante que llegaba a una final (sin contar la edición precedente, la primera, donde todos debutaban).

## Desarrollo

### Participantes
Tras el éxito de la primera edición, se añadieron nuevas federaciones nacionales al torneo hasta conformar un total de veintiuna diferentes. De ellas, cada una con su campeón nacional como representante a excepción de la española con dos por poseer al club campeón vigente, únicamente quince contendieron en la fase final.
Inglaterra, después de la ausencia anterior y por quien se dio el impulso final para la creación del torneo, tuvo representación por primera vez. Del mismo modo, equipos de las federaciones de Rumanía, Checoslovaquia y Bulgaria también debutaron en el torneo con sus representantes, así como Luxemburgo y Turquía, mientras que desaparecía el Protectorado del Sarre, que pasó a ser alemán nuevamente tras la ocupación francesa.
Con la excepción del Real Madrid C. F., vigente campeón y por tanto con derecho automático a participar en la nueva edición, el resto de equipos fueron todos debutantes. Destacó la presencia del Manchester United Football Club como primer club inglés. Así como el Fotbal Club Dinamo București, el Únie Národní Výbor Slovan Bratislava, el Professionalʹnyĭ Futbolʹnyĭ Klub Centralen Dom na Narodnata Armiya Sofiya (en español: Club de Fútbol Profesional Casa Central del Ejército Popular de Sofía), el Club Athletique Spora Luxembourg y el Galatasaray Spor Kulübü como parte de las nuevas federaciones de Rumanía, Checoslovaquia, Bulgaria, Luxemburgo y Turquía respectivamente.
Diez equipos se clasificaron directamente para la fase final eliminatoria de los octavos de final al pertenecer a las asociaciones que tomaron parte en la primera edición, mientras que otros doce hubieron de disputarse las seis plazas restantes en una ronda previa. Emparejados por sorteo en enfrentamientos directos a ida y vuelta, se dilucidaron finalmente los cruces eliminatorios dando como clasificados al Atlético de Bilbao español (que hubo de disputarla al ser de su mismo país el vigente campeón), al Manchester United inglés, al Olympique de Niza francés, al Borussia Dortmund alemán, al Dinamo de Bucurest rumano y al Slovan Bratislava checo.
Nota: Se indican en negrita los equipos que participaron en la fase final del torneo. Nombres y banderas según la época.
| Equipos participantes | |
| Octavos de final | Fase preliminar |
| Real Madrid Club de Fútbol Sportklub Rapid Wien Rangers Football Club Budapesti Honvéd Sport Egyesület Rapid Juliana Combinatie Fudbalski Klub Crvena Zvezda Centralen Dom na Narodnata Armiya Sofiya Associazione Calcio Fiorentina Idrottsföreningen Kamraterna Norrköping Grasshopper-Club Zürich | Atlético de Bilbao Manchester United Football Club Århus Gymnastik Forening Olympique Gymnaste Club de Nice Côte d'Azur Futebol Clube do Porto Royal Sporting Club Anderlecht Ballspielverein Borussia Club Athletique Spora Luxembourg Fotbal Club Dinamo București Galatasaray Spor Kulübü Únie Národní Výbor Slovan Bratislava Centralny Wojskowy Klub Sportowy Warszawa |

Las federaciones de fútbol de Albania, Alemania Oriental, Finlandia, Grecia, Irlanda, Irlanda del Norte, Islandia, Noruega y Unión Soviética tampoco participaron en esta edición privando a los respectivos campeones Futbollit Klubi Partizani, Sportclub Wismut Karl-Marx-Stadt, FC Kiffen 08, Olympiakós Peiraiós, Saint Patrick’s Athletic Football Club, Linfield Football & Athletic Club, Knattspyrnufélag Reykjavíkur, Larvik Turn & Idrettsforening y Futbol'nyy Klub Dynamo Moskva de participar en el evento, siendo este último la única ausencia notable.

## Ronda previa
Fue la primera vez que hubo de disputarse una fase preliminar debido al aumento del número de equipos participantes respecto a la primera edición, así como la primera vez que hubo de disputarse partidos de desempate para resolver las eliminatorias igualadas, ya que aún no existía la regla del mayor valor por gol visitante y que hubiera servido para deshacerlos.
| Equipo Local Ida           | Resultado | Equipo Visitante Ida      | Ida   | Vuelta | Desempate |
| -------------------------- | --------- | ------------------------- | ----- | ------ | --------- |
| Århus G. F.                | 2 - 6     | O. G. C. Nice Côte d'Azur | 1 - 1 | 1 - 5  |           |
| F. C. Porto                | 3 - 5     | Atlético de Bilbao        | 1 - 2 | 2 - 3  |           |
| R. S. C. Anderlecht        | 0 - 12    | Manchester United F. C.   | 0 - 2 | 0 - 10 |           |
| B. V. Borussia             | 5 - 5     | C. A. Spora Luxembourg    | 4 - 3 | 1 - 2  | 7 - 0     |
| F. C. Dinamo București     | 4 - 3     | Galatasaray S. K.         | 3 - 1 | 1 - 2  |           |
| Ú. N. V. Slovan Bratislava | 4 - 2     | CWKS Warszawa             | 4 - 0 | 0 - 2  |           |

## Fase final

### Eliminatorias
|  | Octavos de final                                                                | Octavos de final                                                                | Octavos de final                                                                | Octavos de final                                                                |   |                    | Cuartos de final                                                                     | Cuartos de final                                                                     | Cuartos de final                                                                     | Cuartos de final                                                                     |  |               | Semifinales                                                     | Semifinales                                                     | Semifinales                                                     | Semifinales                                                     |  |             | Final                                                | Final                                                |  |
|  | 17 de oct. al 22 de nov. de 1956 (ida) 8 de nov. al 30 de dic. de 1956 (vuelta) | 17 de oct. al 22 de nov. de 1956 (ida) 8 de nov. al 30 de dic. de 1956 (vuelta) | 17 de oct. al 22 de nov. de 1956 (ida) 8 de nov. al 30 de dic. de 1956 (vuelta) | 17 de oct. al 22 de nov. de 1956 (ida) 8 de nov. al 30 de dic. de 1956 (vuelta) |   |                    | 16 de enero al 17 de febrero de 1957 (ida) 6 de feb. al 14 de marzo de 1957 (vuelta) | 16 de enero al 17 de febrero de 1957 (ida) 6 de feb. al 14 de marzo de 1957 (vuelta) | 16 de enero al 17 de febrero de 1957 (ida) 6 de feb. al 14 de marzo de 1957 (vuelta) | 16 de enero al 17 de febrero de 1957 (ida) 6 de feb. al 14 de marzo de 1957 (vuelta) |  |               | 3 y 11 de abril de 1957 (ida) 18 y 25 de abril de 1957 (vuelta) | 3 y 11 de abril de 1957 (ida) 18 y 25 de abril de 1957 (vuelta) | 3 y 11 de abril de 1957 (ida) 18 y 25 de abril de 1957 (vuelta) | 3 y 11 de abril de 1957 (ida) 18 y 25 de abril de 1957 (vuelta) |  |             | 30 de mayo de 1957 Estadio Santiago Bernabéu, Madrid | 30 de mayo de 1957 Estadio Santiago Bernabéu, Madrid |  |
|  |                                                                                 |                                                                                 |                                                                                 |                                                                                 |   |                    |                                                                                      |                                                                                      |                                                                                      |                                                                                      |  |               |                                                                 |                                                                 |                                                                 |                                                                 |  |             |                                                      |                                                      |  |
|  |                                                                                 |                                                                                 |                                                                                 |                                                                                 |   |                    |                                                                                      |                                                                                      |                                                                                      |                                                                                      |  |               |                                                                 |                                                                 |                                                                 |                                                                 |  |             |                                                      |                                                      |  |
|  | Real Madrid                                                                     | 4                                                                               | 1                                                                               | 5                                                                               |   |                    |                                                                                      |                                                                                      |                                                                                      |                                                                                      |  |               |                                                                 |                                                                 |                                                                 |                                                                 |  |             |                                                      |                                                      |  |
|  | Real Madrid                                                                     | 4                                                                               | 1                                                                               | 5                                                                               |   |                    |                                                                                      |                                                                                      |                                                                                      |                                                                                      |  |               |                                                                 |                                                                 |                                                                 |                                                                 |  |             |                                                      |                                                      |  |
|  | Rapid Viena                                                                     | 2                                                                               | 3                                                                               | 5                                                                               |   |                    |                                                                                      |                                                                                      |                                                                                      |                                                                                      |  |               |                                                                 |                                                                 |                                                                 |                                                                 |  |             |                                                      |                                                      |  |
|  | Rapid Viena                                                                     | 2                                                                               | 3                                                                               | 5                                                                               |   | Real Madrid        | 3                                                                                    | 3                                                                                    | 6                                                                                    |                                                                                      |  |               |                                                                 |                                                                 |                                                                 |                                                                 |  |             |                                                      |                                                      |  |
|  |                                                                                 |                                                                                 |                                                                                 |                                                                                 |   | Real Madrid        | 3                                                                                    | 3                                                                                    | 6                                                                                    |                                                                                      |  |               |                                                                 |                                                                 |                                                                 |                                                                 |  |             |                                                      |                                                      |  |
|  |                                                                                 |                                                                                 | Niza                                                                            | 0                                                                               | 2 | 2                  |                                                                                      |                                                                                      |                                                                                      |                                                                                      |  |               |                                                                 |                                                                 |                                                                 |                                                                 |  |             |                                                      |                                                      |  |
|  | Rangers                                                                         | 2                                                                               | Niza                                                                            | 0                                                                               | 2 | 2                  | 1                                                                                    | 3                                                                                    |                                                                                      |                                                                                      |  |               |                                                                 |                                                                 |                                                                 |                                                                 |  |             |                                                      |                                                      |  |
|  | Rangers                                                                         | 2                                                                               |                                                                                 |                                                                                 |   |                    |                                                                                      |                                                                                      |                                                                                      |                                                                                      |  |               |                                                                 |                                                                 |                                                                 |                                                                 |  |             |                                                      |                                                      |  |
|  | Niza                                                                            | 1                                                                               | 2                                                                               | 3                                                                               |   |                    |                                                                                      |                                                                                      |                                                                                      |                                                                                      |  |               |                                                                 |                                                                 |                                                                 |                                                                 |  |             |                                                      |                                                      |  |
|  | Niza                                                                            | 1                                                                               | 2                                                                               | 3                                                                               |   |                    |                                                                                      |                                                                                      |                                                                                      |                                                                                      |  | Real Madrid   | 3                                                               | 2                                                               | 5                                                               |                                                                 |  |             |                                                      |                                                      |  |
|  |                                                                                 |                                                                                 |                                                                                 |                                                                                 |   |                    |                                                                                      |                                                                                      |                                                                                      |                                                                                      |  | Real Madrid   | 3                                                               | 2                                                               | 5                                                               |                                                                 |  |             |                                                      |                                                      |  |
|  |                                                                                 |                                                                                 | Manchester United                                                               | 1                                                                               | 2 | 3                  |                                                                                      |                                                                                      |                                                                                      |                                                                                      |  |               |                                                                 |                                                                 |                                                                 |                                                                 |  |             |                                                      |                                                      |  |
|  | Atlético de Bilbao                                                              | 3                                                                               | Manchester United                                                               | 1                                                                               | 2 | 3                  | 3                                                                                    | 6                                                                                    |                                                                                      |                                                                                      |  |               |                                                                 |                                                                 |                                                                 |                                                                 |  |             |                                                      |                                                      |  |
|  | Atlético de Bilbao                                                              | 3                                                                               |                                                                                 |                                                                                 |   |                    |                                                                                      |                                                                                      |                                                                                      |                                                                                      |  |               |                                                                 |                                                                 |                                                                 |                                                                 |  |             |                                                      |                                                      |  |
|  | Budapest Honvéd                                                                 | 2                                                                               | 3                                                                               | 5                                                                               |   |                    |                                                                                      |                                                                                      |                                                                                      |                                                                                      |  |               |                                                                 |                                                                 |                                                                 |                                                                 |  |             |                                                      |                                                      |  |
|  | Budapest Honvéd                                                                 | 2                                                                               | 3                                                                               | 5                                                                               |   | Atlético de Bilbao | 5                                                                                    | 0                                                                                    | 5                                                                                    |                                                                                      |  |               |                                                                 |                                                                 |                                                                 |                                                                 |  |             |                                                      |                                                      |  |
|  |                                                                                 |                                                                                 |                                                                                 |                                                                                 |   | Atlético de Bilbao | 5                                                                                    | 0                                                                                    | 5                                                                                    |                                                                                      |  |               |                                                                 |                                                                 |                                                                 |                                                                 |  |             |                                                      |                                                      |  |
|  |                                                                                 |                                                                                 | Manchester United                                                               | 3                                                                               | 3 | 6                  |                                                                                      |                                                                                      |                                                                                      |                                                                                      |  |               |                                                                 |                                                                 |                                                                 |                                                                 |  |             |                                                      |                                                      |  |
|  | Manchester United                                                               | 3                                                                               | Manchester United                                                               | 3                                                                               | 3 | 6                  | 0                                                                                    | 3                                                                                    |                                                                                      |                                                                                      |  |               |                                                                 |                                                                 |                                                                 |                                                                 |  |             |                                                      |                                                      |  |
|  | Manchester United                                                               | 3                                                                               |                                                                                 |                                                                                 |   |                    |                                                                                      |                                                                                      |                                                                                      |                                                                                      |  |               |                                                                 |                                                                 |                                                                 |                                                                 |  |             |                                                      |                                                      |  |
|  | Borussia Dortmund                                                               | 2                                                                               | 0                                                                               | 2                                                                               |   |                    |                                                                                      |                                                                                      |                                                                                      |                                                                                      |  |               |                                                                 |                                                                 |                                                                 |                                                                 |  |             |                                                      |                                                      |  |
|  | Borussia Dortmund                                                               | 2                                                                               | 0                                                                               | 2                                                                               |   |                    |                                                                                      |                                                                                      |                                                                                      |                                                                                      |  |               |                                                                 |                                                                 |                                                                 |                                                                 |  | Real Madrid | 2                                                    |                                                      |  |
|  |                                                                                 |                                                                                 |                                                                                 |                                                                                 |   |                    |                                                                                      |                                                                                      |                                                                                      |                                                                                      |  |               |                                                                 |                                                                 |                                                                 |                                                                 |  | Real Madrid | 2                                                    |                                                      |  |
|  |                                                                                 |                                                                                 | Fiorentina                                                                      | 0                                                                               |   |                    |                                                                                      |                                                                                      |                                                                                      |                                                                                      |  |               |                                                                 |                                                                 |                                                                 |                                                                 |  |             |                                                      |                                                      |  |
|  | Roda                                                                            | 3                                                                               | Fiorentina                                                                      | 0                                                                               | 0 | 3                  |                                                                                      |                                                                                      |                                                                                      |                                                                                      |  |               |                                                                 |                                                                 |                                                                 |                                                                 |  |             |                                                      |                                                      |  |
|  | Roda                                                                            | 3                                                                               |                                                                                 |                                                                                 |   |                    |                                                                                      |                                                                                      |                                                                                      |                                                                                      |  |               |                                                                 |                                                                 |                                                                 |                                                                 |  |             |                                                      |                                                      |  |
|  | Estrella Roja                                                                   | 4                                                                               | 2                                                                               | 6                                                                               |   |                    |                                                                                      |                                                                                      |                                                                                      |                                                                                      |  |               |                                                                 |                                                                 |                                                                 |                                                                 |  |             |                                                      |                                                      |  |
|  | Estrella Roja                                                                   | 4                                                                               | 2                                                                               | 6                                                                               |   | Estrella Roja      | 3                                                                                    | 1                                                                                    | 5                                                                                    |                                                                                      |  |               |                                                                 |                                                                 |                                                                 |                                                                 |  |             |                                                      |                                                      |  |
|  |                                                                                 |                                                                                 |                                                                                 |                                                                                 |   | Estrella Roja      | 3                                                                                    | 1                                                                                    | 5                                                                                    |                                                                                      |  |               |                                                                 |                                                                 |                                                                 |                                                                 |  |             |                                                      |                                                      |  |
|  |                                                                                 |                                                                                 | CDNA Sofía                                                                      | 1                                                                               | 2 | 3                  |                                                                                      |                                                                                      |                                                                                      |                                                                                      |  |               |                                                                 |                                                                 |                                                                 |                                                                 |  |             |                                                      |                                                      |  |
|  | CDNA Sofía                                                                      | 8                                                                               | CDNA Sofía                                                                      | 1                                                                               | 2 | 3                  | 2                                                                                    | 10                                                                                   |                                                                                      |                                                                                      |  |               |                                                                 |                                                                 |                                                                 |                                                                 |  |             |                                                      |                                                      |  |
|  | CDNA Sofía                                                                      | 8                                                                               |                                                                                 |                                                                                 |   |                    |                                                                                      |                                                                                      |                                                                                      |                                                                                      |  |               |                                                                 |                                                                 |                                                                 |                                                                 |  |             |                                                      |                                                      |  |
|  | Dinamo Bucarest                                                                 | 1                                                                               | 3                                                                               | 4                                                                               |   |                    |                                                                                      |                                                                                      |                                                                                      |                                                                                      |  |               |                                                                 |                                                                 |                                                                 |                                                                 |  |             |                                                      |                                                      |  |
|  | Dinamo Bucarest                                                                 | 1                                                                               | 3                                                                               | 4                                                                               |   |                    |                                                                                      |                                                                                      |                                                                                      |                                                                                      |  | Estrella Roja | 0                                                               | 0                                                               | 0                                                               |                                                                 |  |             |                                                      |                                                      |  |
|  |                                                                                 |                                                                                 |                                                                                 |                                                                                 |   |                    |                                                                                      |                                                                                      |                                                                                      |                                                                                      |  | Estrella Roja | 0                                                               | 0                                                               | 0                                                               |                                                                 |  |             |                                                      |                                                      |  |
|  |                                                                                 |                                                                                 | Fiorentina                                                                      | 1                                                                               | 0 | 1                  |                                                                                      |                                                                                      |                                                                                      |                                                                                      |  |               |                                                                 |                                                                 |                                                                 |                                                                 |  |             |                                                      |                                                      |  |
|  | Fiorentina                                                                      | 1                                                                               | Fiorentina                                                                      | 1                                                                               | 0 | 1                  | 1                                                                                    | 2                                                                                    |                                                                                      |                                                                                      |  |               |                                                                 |                                                                 |                                                                 |                                                                 |  |             |                                                      |                                                      |  |
|  | Fiorentina                                                                      | 1                                                                               |                                                                                 |                                                                                 |   |                    |                                                                                      |                                                                                      |                                                                                      |                                                                                      |  |               |                                                                 |                                                                 |                                                                 |                                                                 |  |             |                                                      |                                                      |  |
|  | IFK Norrköping                                                                  | 0                                                                               | 1                                                                               | 1                                                                               |   |                    |                                                                                      |                                                                                      |                                                                                      |                                                                                      |  |               |                                                                 |                                                                 |                                                                 |                                                                 |  |             |                                                      |                                                      |  |
|  | IFK Norrköping                                                                  | 0                                                                               | 1                                                                               | 1                                                                               |   | Fiorentina         | 3                                                                                    | 2                                                                                    | 5                                                                                    |                                                                                      |  |               |                                                                 |                                                                 |                                                                 |                                                                 |  |             |                                                      |                                                      |  |
|  |                                                                                 |                                                                                 |                                                                                 |                                                                                 |   | Fiorentina         | 3                                                                                    | 2                                                                                    | 5                                                                                    |                                                                                      |  |               |                                                                 |                                                                 |                                                                 |                                                                 |  |             |                                                      |                                                      |  |
|  |                                                                                 |                                                                                 | Grasshopper                                                                     | 1                                                                               | 2 | 3                  |                                                                                      |                                                                                      |                                                                                      |                                                                                      |  |               |                                                                 |                                                                 |                                                                 |                                                                 |  |             |                                                      |                                                      |  |
|  | Slovan Bratislava                                                               | 1                                                                               | Grasshopper                                                                     | 1                                                                               | 2 | 3                  | 0                                                                                    | 1                                                                                    |                                                                                      |                                                                                      |  |               |                                                                 |                                                                 |                                                                 |                                                                 |  |             |                                                      |                                                      |  |
|  | Slovan Bratislava                                                               | 1                                                                               |                                                                                 |                                                                                 |   |                    |                                                                                      |                                                                                      |                                                                                      |                                                                                      |  |               |                                                                 |                                                                 |                                                                 |                                                                 |  |             |                                                      |                                                      |  |
|  | Grasshopper                                                                     | 0                                                                               | 2                                                                               | 2                                                                               |   |                    |                                                                                      |                                                                                      |                                                                                      |                                                                                      |  |               |                                                                 |                                                                 |                                                                 |                                                                 |  |             |                                                      |                                                      |  |
|  | Grasshopper                                                                     | 0                                                                               | 2                                                                               | 2                                                                               |   |                    |                                                                                      |                                                                                      |                                                                                      |                                                                                      |  |               |                                                                 |                                                                 |                                                                 |                                                                 |  |             |                                                      |                                                      |  |
|  |                                                                                 |                                                                                 |                                                                                 |                                                                                 |   |                    |                                                                                      |                                                                                      |                                                                                      |                                                                                      |  |               |                                                                 |                                                                 |                                                                 |                                                                 |  |             |                                                      |                                                      |  |

### Octavos de final
El sorteo se realizó el 29 de septiembre de 1956 en París.

### Cuartos de final
El sorteo se realizó el 27 de noviembre de 1956 en Londres.

### Semifinales
| 3 de abril de 1957 | F. K. Crvena Zvezda | 0:1     | A. C. Fiorentina | Stadion J. N. A., Belgrado                                 |                                                            |
|                    |                     | Reporte | Prini 88'        | Asistencia: 40,000 espectadores Árbitro(s): Albert Alsteen | Asistencia: 40,000 espectadores Árbitro(s): Albert Alsteen |

| 11 de abril de 1957 | Real Madrid C. F.                      | 3:1     | Manchester United F. C. | Estadio Santiago Bernabéu, Madrid                                 |                                                                   |
|                     | Rial 61' · Di Stéfano 73' · Mateos 83' | Reporte | Taylor 82'              | Asistencia: 120,000 espectadores Árbitro(s): Leopold Sylvain Horn | Asistencia: 120,000 espectadores Árbitro(s): Leopold Sylvain Horn |

| 18 de abril de 1957 | A. C. Fiorentina | 0:0     | F. K. Crvena Zvezda | Stadio Artemio Franchi, Florencia                          |                                                            |
|                     |                  | Reporte |                     | Asistencia: 70,000 espectadores Árbitro(s): Klaas Schipper | Asistencia: 70,000 espectadores Árbitro(s): Klaas Schipper |

| 25 de abril de 1957 | Manchester United F. C.   | 2:2     | Real Madrid C. F.   | Old Trafford, Mánchester                                    |                                                             |
|                     | Taylor 52' · Charlton 85' | Reporte | Kopa 25' · Rial 33' | Asistencia: 65,000 espectadores Árbitro(s): Marcel Lesquene | Asistencia: 65,000 espectadores Árbitro(s): Marcel Lesquene |

## Final
| 1     | POR   | Juan Alonso        |  |
| 2     | DEF   | Manuel Torres      |  |
| 3     | DEF   | Marquitos Alonso   |  |
| 4     | DEF   | Rafael Lesmes      |  |
| 5     | MED   | Miguel Muñoz       |  |
| 6     | MED   | José María Zárraga |  |
| 7     | DEL   | Raymond Kopa       |  |
| 8     | DEL   | Enrique Mateos     |  |
| 9     | DEL   | Alfredo Di Stéfano |  |
| 10    | DEL   | Héctor Rial        |  |
| 11    | DEL   | Paco Gento         |  |
| D. T. | D. T. | José Villalonga    |  |

| 1     | POR   | Giuliano Sarti    |  |
| 2     | DEF   | Ardico Magnini    |  |
| 3     | DEF   | Alberto Orzan     |  |
| 4     | DEF   | Sergio Cervato    |  |
| 5     | MED   | Armando Segato    |  |
| 6     | MED   | Aldo Scaramucci   |  |
| 7     | DEL   | Julinho Botelho   |  |
| 8     | DEL   | Guido Gratton     |  |
| 9     | DEL   | Giuseppe Virgili  |  |
| 10    | DEL   | Miguel Montuori   |  |
| 11    | DEL   | Claudio Bizzarri  |  |
| D. T. | D. T. | Fulvio Bernardini |  |

| 69' · 75' | Alfredo Di Stéfano Paco Gento | 1:0 2:0 |

| Principal | Leonard Horn |

| 1     | POR   | Juan Alonso        |  |
| 2     | DEF   | Manuel Torres      |  |
| 3     | DEF   | Marquitos Alonso   |  |
| 4     | DEF   | Rafael Lesmes      |  |
| 5     | MED   | Miguel Muñoz       |  |
| 6     | MED   | José María Zárraga |  |
| 7     | DEL   | Raymond Kopa       |  |
| 8     | DEL   | Enrique Mateos     |  |
| 9     | DEL   | Alfredo Di Stéfano |  |
| 10    | DEL   | Héctor Rial        |  |
| 11    | DEL   | Paco Gento         |  |
| D. T. | D. T. | José Villalonga    |  |

| 1     | POR   | Giuliano Sarti    |  |
| 2     | DEF   | Ardico Magnini    |  |
| 3     | DEF   | Alberto Orzan     |  |
| 4     | DEF   | Sergio Cervato    |  |
| 5     | MED   | Armando Segato    |  |
| 6     | MED   | Aldo Scaramucci   |  |
| 7     | DEL   | Julinho Botelho   |  |
| 8     | DEL   | Guido Gratton     |  |
| 9     | DEL   | Giuseppe Virgili  |  |
| 10    | DEL   | Miguel Montuori   |  |
| 11    | DEL   | Claudio Bizzarri  |  |
| D. T. | D. T. | Fulvio Bernardini |  |

| 69' · 75' | Alfredo Di Stéfano Paco Gento | 1:0 2:0 |

| Principal | Leonard Horn |

| 1     | POR   | Juan Alonso        |  |
| 2     | DEF   | Manuel Torres      |  |
| 3     | DEF   | Marquitos Alonso   |  |
| 4     | DEF   | Rafael Lesmes      |  |
| 5     | MED   | Miguel Muñoz       |  |
| 6     | MED   | José María Zárraga |  |
| 7     | DEL   | Raymond Kopa       |  |
| 8     | DEL   | Enrique Mateos     |  |
| 9     | DEL   | Alfredo Di Stéfano |  |
| 10    | DEL   | Héctor Rial        |  |
| 11    | DEL   | Paco Gento         |  |
| D. T. | D. T. | José Villalonga    |  |

| 1     | POR   | Giuliano Sarti    |  |
| 2     | DEF   | Ardico Magnini    |  |
| 3     | DEF   | Alberto Orzan     |  |
| 4     | DEF   | Sergio Cervato    |  |
| 5     | MED   | Armando Segato    |  |
| 6     | MED   | Aldo Scaramucci   |  |
| 7     | DEL   | Julinho Botelho   |  |
| 8     | DEL   | Guido Gratton     |  |
| 9     | DEL   | Giuseppe Virgili  |  |
| 10    | DEL   | Miguel Montuori   |  |
| 11    | DEL   | Claudio Bizzarri  |  |
| D. T. | D. T. | Fulvio Bernardini |  |

| 69' · 75' | Alfredo Di Stéfano Paco Gento | 1:0 2:0 |

| Principal | Leonard Horn |

| 1     | POR   | Juan Alonso        |  |
| 2     | DEF   | Manuel Torres      |  |
| 3     | DEF   | Marquitos Alonso   |  |
| 4     | DEF   | Rafael Lesmes      |  |
| 5     | MED   | Miguel Muñoz       |  |
| 6     | MED   | José María Zárraga |  |
| 7     | DEL   | Raymond Kopa       |  |
| 8     | DEL   | Enrique Mateos     |  |
| 9     | DEL   | Alfredo Di Stéfano |  |
| 10    | DEL   | Héctor Rial        |  |
| 11    | DEL   | Paco Gento         |  |
| D. T. | D. T. | José Villalonga    |  |

| 1     | POR   | Giuliano Sarti    |  |
| 2     | DEF   | Ardico Magnini    |  |
| 3     | DEF   | Alberto Orzan     |  |
| 4     | DEF   | Sergio Cervato    |  |
| 5     | MED   | Armando Segato    |  |
| 6     | MED   | Aldo Scaramucci   |  |
| 7     | DEL   | Julinho Botelho   |  |
| 8     | DEL   | Guido Gratton     |  |
| 9     | DEL   | Giuseppe Virgili  |  |
| 10    | DEL   | Miguel Montuori   |  |
| 11    | DEL   | Claudio Bizzarri  |  |
| D. T. | D. T. | Fulvio Bernardini |  |

| 69' · 75' | Alfredo Di Stéfano Paco Gento | 1:0 2:0 |

| Principal | Leonard Horn |

|                                      |
|                                      |
| Campeón Real Madrid C. F. 2.º título |

## Estadísticas

### Tabla de rendimiento
| Pos | Club                      | Temporadas | Puntos | PJ | PG | PE | PP | GF | GC | Dif. | Rend.  | Títulos | %    | %    |
| --- | ------------------------- | ---------- | ------ | -- | -- | -- | -- | -- | -- | ---- | ------ | ------- | ---- | ---- |
| 1   | Real Madrid C. F.         | 2          | 13     | 8  | 6  | 1  | 1  | 20 | 10 | +10  | 79,1 % | 2       | 100  | 100  |
| 2   | A. C. Fiorentina          | 1          | 9      | 7  | 3  | 3  | 1  | 8  | 6  | +2   | 57,1 % | —       | 0.00 | 0.00 |
| 3   | Manchester United F. C.   | 1          | 10     | 8  | 4  | 2  | 2  | 24 | 12 | +12  | 58,3 % | —       | 0.00 | 0.00 |
| 4   | F. K. Crvena Zvezda       | 1          | 7      | 6  | 3  | 1  | 2  | 10 | 7  | +3   | 55,5 % | —       | 0.00 | 0.00 |
| 5   | Atlético de Bilbao        | 1          | 9      | 6  | 4  | 1  | 1  | 16 | 14 | +2   | 72,2 % | —       | 0.00 | 0.00 |
| 6   | O. G. C. Nice Côte d'Azur | 1          | 7      | 7  | 3  | 1  | 3  | 14 | 12 | +2   | 47,6 % | —       | 0.00 | 0.00 |
| 7   | Grasshopper-Club Zürich   | 1          | 5      | 4  | 2  | 1  | 1  | 9  | 8  | +1   | 58,3 % | —       | 0.00 | 0.00 |
| 8   | CDNA Sofía                | 1          | 4      | 4  | 2  | 0  | 2  | 13 | 8  | +5   | 50,0 % | —       | 0.00 | 0.00 |
| 9   | B. V. Borussia            | 1          | 5      | 5  | 2  | 1  | 2  | 14 | 8  | +6   | 46,7 % | —       | 0.00 | 0.00 |
| 10  | F. C. Dinamo București    | 1          | 4      | 4  | 2  | 0  | 2  | 8  | 13 | -5   | 50,0 % | —       | 0.00 | 0.00 |
| 11  | ÚNV Slovan Bratislava     | 1          | 2      | 4  | 1  | 0  | 3  | 7  | 8  | -1   | 25,0 % | —       | 0.00 | 0.00 |
| 12  | S. K. Rapid Wien          | 2          | 2      | 3  | 1  | 0  | 2  | 5  | 7  | -2   | 33,3 % | —       | 0.00 | 0.00 |
| 13  | Rangers F. C.             | 1          | 2      | 3  | 1  | 0  | 2  | 4  | 6  | -2   | 33,3 % | —       | 0.00 | 0.00 |
| 14  | Budapesti Honvéd S. E.    | 1          | 1      | 2  | 0  | 1  | 1  | 5  | 6  | -1   | 16,7 % | —       | 0.00 | 0.00 |
| 15  | I. F. K. Norrköping       | 1          | 1      | 2  | 0  | 1  | 1  | 1  | 2  | -1   | 16,7 % | —       | 0.00 | 0.00 |
| 16  | Rapid J. C.               | 1          | 0      | 2  | 0  | 0  | 2  | 3  | 6  | -3   | 0,00 % | —       | 0.00 | 0.00 |
| 17  | Galatasaray S. K.         | 1          | 2      | 2  | 1  | 0  | 1  | 3  | 4  | -1   | 50,0 % | —       | 0.00 | 0.00 |
| 18  | CWKS Warszawa             | 1          | 2      | 2  | 1  | 0  | 1  | 2  | 4  | -2   | 50,0 % | —       | 0.00 | 0.00 |
| 19  | C. A. Spora Luxembourg    | 1          | 2      | 3  | 1  | 0  | 2  | 5  | 12 | -7   | 33,3 % | —       | 0.00 | 0.00 |
| 20  | Århus G. F.               | 2          | 1      | 2  | 0  | 1  | 1  | 2  | 6  | -4   | 16,7 % | —       | 0.00 | 0.00 |
| 21  | F. C. Porto               | 1          | 0      | 2  | 0  | 0  | 2  | 3  | 5  | -2   | 0,00 % | —       | 0.00 | 0.00 |
| 22  | R. S. C. Anderlecht       | 2          | 0      | 2  | 0  | 0  | 2  | 0  | 12 | -12  | 0,00 % | —       | 0.00 | 0.00 |

### Tabla histórica de goleadores
El hispano-argentino Alfredo Di Stéfano fue el máximo goleador de la edición tras anotar siete goles en ocho partidos, con un promedio de 0,88 goles por partido y ser además el máximo realizador del equipo campeón, seguido del yugoslavo Bora Kostić con cinco y los ingleses Dennis Viollet y Tommy Taylor ambos con cuatro goles.

Nota: No contabilizados los partidos y goles en rondas previas. Nombres y banderas de equipos en la época.
| \| Pos. \| Jugador \| G. \| Part. \| Prom. \| \| Club \| \| ---- \| ------------------ \| -- \| ----- \| ----- \| \| ----------------------- \| \| 1 \| Alfredo Di Stéfano \| 7 \| 8 \| 0.88 \| \| Real Madrid C. F. \| \| 2 \| Bora Kostić \| 5 \| 6 \| 0.83 \| \| F. K. Crvena Zvezda \| \| 3 \| Dennis Viollet \| 4 \| 4 \| 1.00 \| \| Manchester United F. C. \| \| 4 \| Tommy Taylor \| 4 \| 6 \| 0.67 \| \| Manchester United \| \| 5 \| Ernst Happel \| 3 \| 3 \| 1.00 \| \| S. K. Rapid Wien \| \| 6 \| Joseíto Iglesias \| 3 \| 4 \| 0.75 \| \| Real Madrid \| \| = \| Ivan Kolev \| 3 \| 4 \| 0.75 \| \| CDNA Sofiya \| \| = \| Armando Merodio \| 3 \| 4 \| 0.75 \| \| Atlético de Bilbao \| \| = \| Panayot Panayotov \| 3 \| 4 \| 0.75 \| \| CDNA Sofiya \| \| 10 \| Jacques Foix \| 3 \| 5 \| 0.60 \| \| O. G. C. Nice \| \| 11 \| Enrique Mateos \| 3 \| 6 \| 0.50 \| \| Real Madrid C. F. \| \| 12 \| Ignacio Uribe \| 2 \| 1 \| 2.00 \| \| Atlético de Bilbao \| \| 13 \| Ignacio Arieta \| 2 \| 2 \| 1.00 \| \| Atlético de Bilbao \| \| = \| László Budai \| 2 \| 3 \| 0.67 \| \| Budapesti Honvéd S. E. \| \| = \| Sándor Kocsis \| 2 \| 3 \| 0.67 \| \| Budapesti Honvéd S. E. \| Actualizado a fin de torneo. |                    |    |       |       |  |                         |
| Pos. | Jugador            | G. | Part. | Prom. |  | Club                    |
| 1 | Alfredo Di Stéfano | 7  | 8     | 0.88  |  | Real Madrid C. F.       |
| 2 | Bora Kostić        | 5  | 6     | 0.83  |  | F. K. Crvena Zvezda     |
| 3 | Dennis Viollet     | 4  | 4     | 1.00  |  | Manchester United F. C. |
| 4 | Tommy Taylor       | 4  | 6     | 0.67  |  | Manchester United       |
| 5 | Ernst Happel       | 3  | 3     | 1.00  |  | S. K. Rapid Wien        |
| 6 | Joseíto Iglesias   | 3  | 4     | 0.75  |  | Real Madrid             |
| = | Ivan Kolev         | 3  | 4     | 0.75  |  | CDNA Sofiya             |
| = | Armando Merodio    | 3  | 4     | 0.75  |  | Atlético de Bilbao      |
| = | Panayot Panayotov  | 3  | 4     | 0.75  |  | CDNA Sofiya             |
| 10 | Jacques Foix       | 3  | 5     | 0.60  |  | O. G. C. Nice           |
| 11 | Enrique Mateos     | 3  | 6     | 0.50  |  | Real Madrid C. F.       |
| 12 | Ignacio Uribe      | 2  | 1     | 2.00  |  | Atlético de Bilbao      |
| 13 | Ignacio Arieta     | 2  | 2     | 1.00  |  | Atlético de Bilbao      |
| = | László Budai       | 2  | 3     | 0.67  |  | Budapesti Honvéd S. E.  |
| = | Sándor Kocsis      | 2  | 3     | 0.67  |  | Budapesti Honvéd S. E.  |